# 湯山玲子
湯山 玲子（ゆやま れいこ、1960年7月27日 - ）は、日本の著述家・プロデューサー。有限会社ホウ71取締役。ホリプロに所属。日本大学藝術学部文藝学科非常勤講師。東京家政大学非常勤講師。名古屋芸術大学特別客員教授。
父は作曲家の湯山昭。深浦加奈子は小中学校の同級生で当時から長年に渡る親友でもあった。

## 来歴
東京都杉並区久我山出身。学習院大学法学部法学科卒業後、ぴあに入社。1990年代初頭にフリーの編集者となり、雑誌や単行本の編集、執筆に加え、広告のディレクション、自身のファッションのプロデュースなどで活動している。自らが寿司を握るパフォーマンス「美人寿司」、クラシック音楽の新しい聴き方を提案する「爆クラ」を主宰。2016年以降、ショップチャンネルのファッションブランド〈OJOU〉のデザイナー・プロデューサーとしても活動中。2018年から辻静雄食文化賞選考委員を務める。

## 著書
- 『女ひとり寿司』（洋泉社、2004年）→（のち幻冬舎文庫、2013年）
- 『クラブカルチャー！』（毎日新聞社、2005年）
- 『女装する女』（新潮新書、2008年）
- 『四十路越え！』（ワニブックス、2010年）→（のち角川文庫、2013年）
- 『四十路越え！　戦術篇』（ワニブックス、2011年）→（のち角川文庫、2014年）
- 『ビッチの触りかた』（飛鳥新社、2012年）
- 『ベルばら手帖　マンガの金字塔をオトナ読み！』（マガジンハウス、2013年）
- 『文化系女子という生き方 「ポスト恋愛時代宣言」！』（大和書房、2014年）
- 『男をこじらせる前に 男がリアルにツラい時代の処方箋』（KADOKAWA、2015年）
- 『喝！　迷える女子の人生相談』（小学館、2015年）

### 共著
- 『君のいた永遠』シルヴィア・チャン（監督・脚本 編 角川文庫、1999年）
- 『エレガンス中毒 ぎりぎりの女たち』（Infasパブリケーションズ、2008年）- 野宮真貴、篠崎真紀との共著
- 『雅子さま論争』（洋泉社 新書y、2009年）- 森暢平,香山リカ,白河桃子,水無田気流,小田嶋隆,信田さよ子との共著
- 『ビジネスの成功はデザインだ』（マガジンハウス、2010年）- 神田昌典との共著
- 『快楽上等! 3.11以降を生きる』（幻冬舎、2012年）- 上野千鶴子との共著 のち 幻冬舎文庫
- 『日本人はもうセックスしなくなるのかもしれない』（幻冬舎、2016年）- 二村ヒトシとの共著

## 出演
- スッキリ!!（日本テレビ）火曜日コメンテーター
- オンナnoミカタ（ゲスト出演）（NHKラジオ第1、2015年2月11日）
- クイズ!脳ベルSHOW（2015年10月14日）
- 情報7daysニュースキャスター（TBSテレビ、不定期出演）コメンテーター
- TBSテレビ60周年特別企画 たけし&安住が贈る!「伝説の芸能60年史」（TBSテレビ、2015年12月26日）ゲストコメンテーター
- TOKYO MXテレビ　5時に夢中！（ゲストコメンテーター／2014年7月31日）
- TOKYO MXテレビ　バラいろダンディ（2014年10月 - 2019年12月）
- ごごナマ（NHK総合テレビジョン、2017年4月 - 2021年3月）木曜レギュラー
- めざまし8（フジテレビ、不定期出演）コメンテーター
- 生島ヒロシのおはよう一直線（TBSラジオ、2017年4月21日、スペシャルウィークで、スタジオ出演）
- 爆クラ in DOMMUNE（DOMMUNE）司会